# Ящірка мурова
Я́щірка мурова, стінна ящірка постінна (Podarcis muralis) — представник роду Стінних ящірок родини Справжні ящірки поширений в Європі. Вид введений і успішно живе в Північній Америці. Вид охороняється Директивою Європейського Союзу 92/43/ЄС «Про збереження природних оселищ та видів природної фауни і флори».

## Опис
Це невелика, тонка ящірка, чиї маленькі лусочки вельми різноманітні за кольором і малюнком. Забарвлення, як правило, коричневе або сірувате, а іноді може бути з відтінком зеленого. У деяких особин, ряд плям уздовж спини може утворювати лінію, в той час як інші можуть мати сітчастий візерунок з темними плямами з боків і розсіяними білими плямами, які можуть бути синього кольору в області плечей. Хвіст коричневий, сірий або іржавий, а також може мати світлі лінії з боків. Область живота має шість рядів великих прямокутних лусок, які, як правило, червонуваті, рожеві, або оранжеві. Ящірки можуть також мати темні відмітини на горлі. Може досягати приблизно 25 см повної довжини. Хвіст може досягати подвійної довжину морда-черево.

## Поширення
Вид поширений в Європі від північної Іспанії, на північ до північної Франції, на південь Бельгії, Люксембургу, Західної та Центральної Німеччини, значної частини Австрії, південно-західній Чехії, Словаччини та центральної Угорщині, і на схід до центральної Румунії, Болгарії, більшості Балкан (за винятком більшості островів Егейського моря) і до північного заходу Анатолії, Туреччина. Зустрічається на Джерсі на Нормандських островах (Велика Британія). У значній мірі відсутній у Північній Європі (є в невеликих плямистих, ізольованих популяціях на півночі ареалу), південній Іберії (хоча є фрагментовані, ізольовані популяції в центральній Іспанії), і частині південної Італії та її великих островах (Сардинія, Сицилія, Апулія). Він був введений у Сполучених Штатах. Багато південних підвидів були введені в Швейцарію, де в основному розташовані вздовж залізничних ліній. Ящірка мурова проживає від рівня моря до 2500 м над рівнем моря.
В Україні цей вид відзначався в межах Ренійського морського порту, а також на узбережжі оз. Кагул.

## Місця проживання
Живе в посушливих районах, і значною мірою у вологих або напіввологих місцях проживання. У більш північних частинах ареалу він зустрічається в основному в посушливих районах. Це можуть бути середовища в скелястих і кам'янистих місцях, чагарниках, листяних і хвойних рідколіссях, садах, виноградниках, полях, кам'яних стінах і на будівлях. Часто зустрічається в населених пунктах, включаючи великі міста і села і залізничних лінії, які можуть бути можливим способом поширення на нові території. Цей вид був введений в багатьох місцях в Німеччині та Великій Британії, часто ймовірно любителями (наприклад, власниками тераріумів).

## Особливості біології
Мурова ящірка завжди активна протягом дня. Вона дуже спритна і піднімається дуже добре по вертикальним поверхням. Основні харчові продукти: комахи, павуки, багатоніжки. Гніздо розміщує під каменями або в невеликих самостійно виритих коридорах. Самиці відкладають від двох до трьох кладок від двох до шести яєць на рік, залежно від сприятливості умов життя. Потомство вилуплюється після шести тижнів з кінця червня до початку серпня. 

## Загрози та охорона
Здається, не повинно бути жодних великих загроз для цього адаптаційного і поширеного виду. Популяції локально під загрозою в частинах ареалу, в тому числі на островах або в горах (наприклад, через розвиток альпійського туризму в Центральних горах Іспанії). Кілька популяцій, головним чином у Північній Європі, перебувають під загрозою втрати середовища проживання в зв'язку з інтенсифікацією сільського господарства та зловживання пестицидами. Цей вид часто зустрічається в зоомагазинах, однак це, як вважається, не становить серйозної загрози. Введення немісцевих підвидів може становити загрозу для деяких локалізованих груп населення.
Стінна ящірка мурова охороняється Директивою Європейського Союзу 92/43/ЄС «Про збереження природних оселищ та видів природної фауни і флори» (Додаток IV. Види рослин і тварин, що становлять особливий інтерес для Європейського Союзу, які потребують суворих заходів охорони).
Вид захищений національним законодавством багатьох країн (наприклад, Швейцарія), і зустрічається у ряді ПОТ. 